# 닐 브라운 주니어

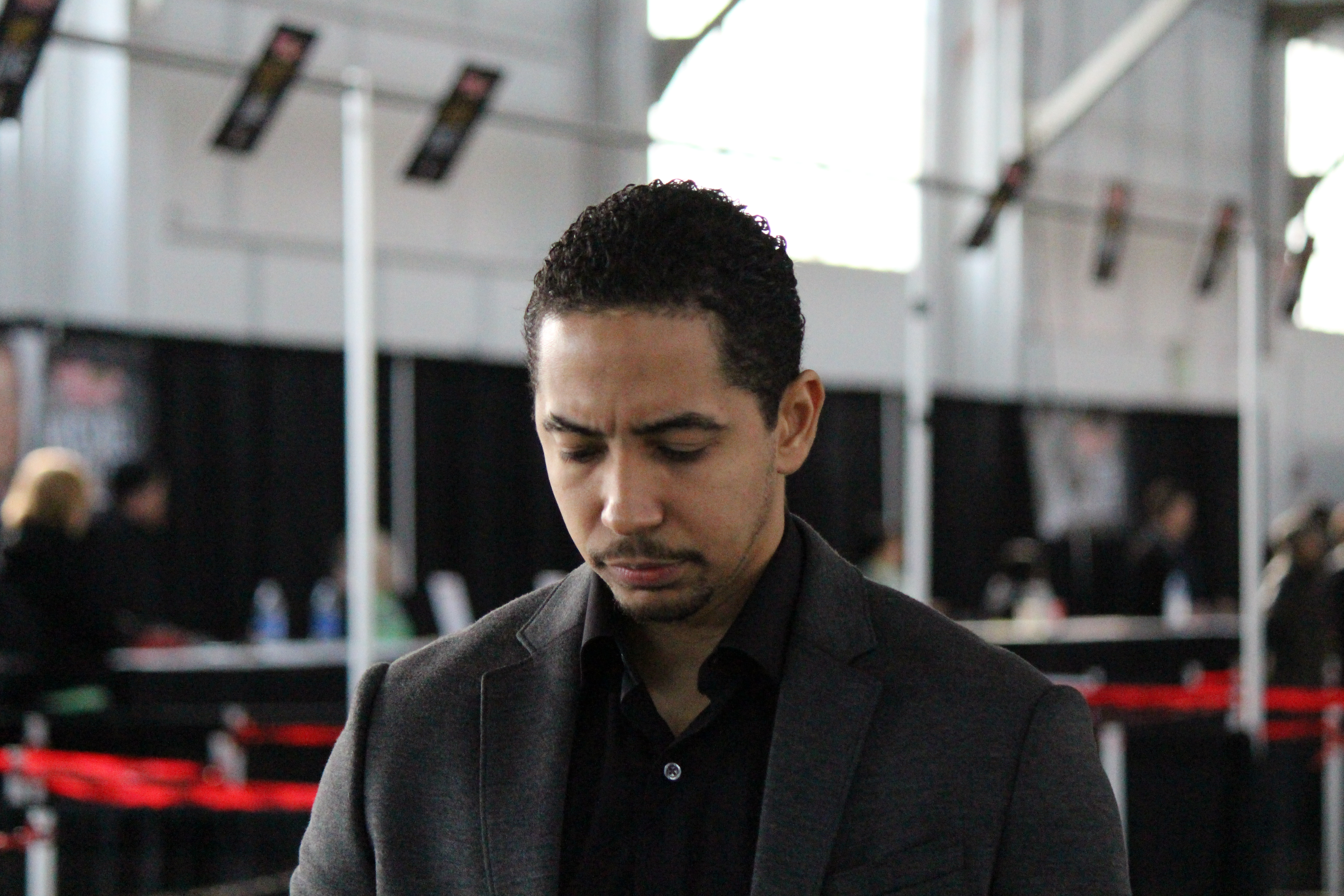

닐 브라운 주니어(Neil Brown Jr., 1980년 6월 19일 ~ )는 미국의 배우이다.
올랜도에서 태어났다.

## 출연 작품
- 시티 오브 라이즈 (2018년)
- 누드 리플레이 (2017년)
- 샌드 캐슬 (2017년)
- 배드 블러드 (2015년)
- 스트레이트 아웃 오브 컴턴 (2015년) - DJ 옐라 역
- 리버스 나인 (2015, Rivers 9)
- Bayou Tales (2019)
- 월드 인베이젼 (2011년) - LCpl. 리처드 구에레로 역
- 분노의 질주: 더 오리지널 (2009년)
- 겟 썸 (2008년) - 아론 역
- 사우스 비치 (2006년)
- 미스터 3000 (2004년)
- 아웃 오브 타임 (2003년)
- 백 바이 미드나잇 (2002년)
- 타이거랜드 (2000년)

### 텔레비전
- 워킹 데드 (2010) - 길러모 역
- 해리스 로우 (2011)
- 더크 젠틀리의 성스러운 탐정 사무소 (2016) - 에스테베스 역
- 인시큐어 (2016-21)
- 씰 팀 (2017-현재)